# Quinto Mucio Scevola (pretore 215 a.C.)
Quinto Mucio o Muzio Scevola (latino: Quintus Mucius Scaevola; floruit III secolo a.C.; ... – Roma, 209 a.C.) è stato un politico romano attivo durante l'epoca della Repubblica.

## Biografia

### Carriera politica
Eletto pretore nel 215 a.C., divenne poi governatore della Sardegna. Tale carica venne riconfermata in un primo tempo per quattro anni, quindi per un altro anno. Muzio, giunto in Sardegna, si ammalò probabilmente di malaria dalla descrizione che ne fece Tito Livio. E quando si venne a sapere della sua malattia a Roma, gli vennero inviati dei rinforzi (pari a 5.000 fanti e 400 cavalieri), posti sotto il comando di Tito Manlio Torquato. Nel 214 a.C. gli venne prorogato il comando in Sardegna come propretore, così pure nel 213 a.C. e nel 212 a.C..
Sappiamo da Tito Livio che nel 209 a.C., una volta morto Muzio Scevola, fu nominato al suo posto come addetto ai sacri riti, Gaio Letorio.

### Discendenza
Publio Mucio Scevola e Quinto Mucio Scevola, entrambi divenuti consoli rispettivamente nel 175 a.C. e nel 174 a.C., furono con molta probabilità suoi figli. Per questa ragione Publio Licinio Crasso Muciano e Publio Mucio Scevola, entrambi divenuti pontifex maximus, potrebbero essere suoi nipoti da parte di Publio, mentre Quinto Mucio Scevola Augure da parte di Quinto.